# Liste der Biografien/Grew
Liste der Biografien |
Portal Biografien |
Personensuche
# |
A |
B |
C |
D |
E |
F |
G |
H |
I |
J |
K |
L |
M |
N |
O |
P |
Q |
R |
S |
T |
U |
V |
W |
X |
Y |
Z |
?
 
Ga |
Gb |
Gc |
Gd |
Ge |
Gf |
Gh |
Gi |
Gj |
Gk |
Gl |
Gm |
Gn |
Go |
Gp |
Gq |
Gr |
Gs |
Gu |
Gv |
Gw |
Gy |
Gz
 
Gra |
Grb–Grd |
Gre |
Grg |
Gri |
Grj |
Grk |
Grl |
Grm |
Gro |
Grs |
Gru |
Gry |
Grz
 
Grea |
Greb |
Grec |
Gred |
Gree |
Gref |
Greg |
Greh |
Grei |
Grek |
Grel |
Grem |
Gren |
Grep |
Gres |
Gret |
Greu |
Grev |
Grew |
Grey |
Grez
Die Liste der Biografien führt alle Personen auf, die in der deutschsprachigen Wikipedia einen Artikel haben. Dieses ist eine Teilliste mit 39 Einträgen von Personen, deren Namen mit den Buchstaben „Grew“ beginnt.

## Grew
- Grew, John (* 1940), kanadischer Organist, Cembalist und Musikpädagoge
- Grew, Joseph (1880–1965), US-amerikanischer Diplomat
- Grew, Nathaniel (1829–1897), britischer Ingenieur
- Grew, Nehemiah (1641–1712), englischer Arzt sowie Pflanzenanatom und Pflanzenphysiologe
- Grew, Stephen, britischer Jazz- und Improvisationsmusiker

### Grewa
- Grewal, Alexi (* 1960), US-amerikanischer Radsportler und Olympiasieger 1984
- Grewal, Misha (* 1970), indische Squashspielerin
- Grewald, Helmut (1930–2006), deutscher Kameramann und Drehbuchautor

### Grewc
- Grewcock, Neil (* 1962), englischer Fußballspieler

### Grewe
- Grewe, Andrea (* 1957), deutsche Romanistin
- Grewe, Bernd-Stefan (* 1968), deutscher Historiker und Hochschullehrer
- Grewe, Constance (* 1946), deutsch-französische Juristin
- Grewe, Günther (* 1924), deutscher Abgeordneter der Volkskammer der DDR (CDU)
- Grewe, Karl-Heinz (1944–2009), deutscher Hörspiel- und Synchronsprecher, Schauspieler, Regisseur und Lyriker
- Grewe, Katja (* 1998), deutsche Handballspielerin
- Grewe, Klaus (* 1944), deutscher Altertumsforscher und Sachbuchautor
- Grewe, Marc (* 1970), deutscher Metal-SängerMarc Grewe (* 1970)

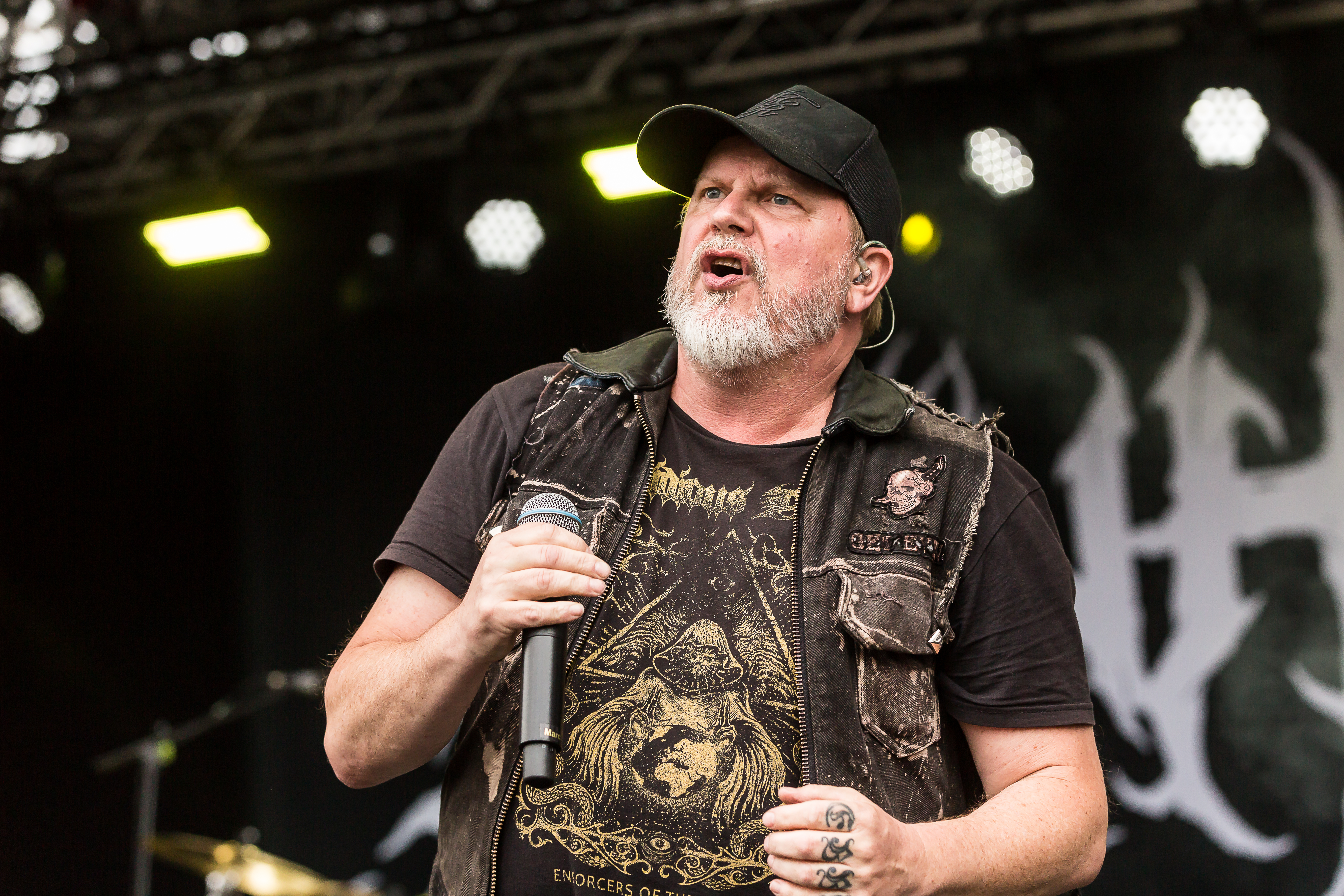
Marc Grewe (* 1970)

- Grewe, Maximilian (* 1986), deutscher American-Football-Spieler
- Grewe, Otto S. (1917–1965), österreichischer Maler
- Grewe, Richard (1897–1937), deutscher Kommunist
- Grewe, Rudolf (1910–1968), deutscher Chemiker
- Grewe, Uli (* 1979), deutscher Musiker, Blue Man und Comedian
- Grewe, Wilhelm (1911–2000), deutscher Rechtswissenschaftler und Diplomat
- Grewe-Partsch, Marianne (1913–2004), deutsche Medienwissenschaftlerin, Juristin und Hochschullehrerin
- Grewel, Hans (* 1940), deutscher Hochschullehrer und Theologe
- Grewendorf, Günther (* 1946), deutscher Germanist
- Grewenig, Fritz (1891–1974), deutscher Maler
- Grewenig, Günther (* 1926), deutscher Fußballspieler
- Grewenig, Hanns (1891–1961), deutscher Ingenieur und Manager in der Automobilindustrie
- Grewenig, Leo (1898–1991), deutscher Maler
- Grewenig, Margret (* 1955), deutsche Goldschmiedin und Schmuckdesignerin
- Grewenig, Meinrad Maria (* 1954), deutscher Kunsthistoriker
- Grewer, Hermann (* 1943), deutscher Spediteur
- Grewer, Willi (1932–1957), deutscher Fußballspieler

### Grewi
- Grewin, Christer (1941–1999), schwedischer Tontechniker und Komponist
- Grewing, Farouk (* 1968), deutscher Klassischer Philologe
- Grewingk, Constantin von (1819–1887), deutsch-baltischer Geologe und Mineraloge

### Grewl
- Grewlich, Klaus Werner (1943–2012), deutscher Diplomat

### Grewo
- Grewolls, Grete (* 1946), deutsche Bibliothekarin, Bibliographin und Autorin